# Rena maxima
Espèce
Synonymes
- Leptotyphlops maximus Loveridge, 1932

Statut de conservation UICN

 LC  : Préoccupation mineure
Rena maxima est une espèce de serpents de la famille des Leptotyphlopidae.

## Répartition
Cette espèce est endémique du Mexique. Elle se rencontre au Guerrero, au Morelos et au Puebla.

## Description
L'holotype de Rena maxima mesure 300 mm dont 14 mm pour la queue et dont le diamètre au milieu du corps est de 8 mm. Cette espèce a le corps grisâtre à l'exception de la pointe de la queue qui est blanchâtre. Sa face ventrale est blanche devenant sale vers la partie postérieure.

## Étymologie
Son nom d'espèce, du latin maxima, « grand », lui a été donné en référence à sa taille comparativement aux autres espèces du genre Leptotyphlops auquel il a été associé lors de sa découverte.

## Publication originale
- Loveridge, 1932 : A new worm snake of the genus Leptotyphlops from Guerrero, Mexico. Proceedings of the Biological Society of Washington, vol. 45, p. 151-152 (texte intégral).